# Pseudoscopas ottei
Pseudoscopas ottei är en insektsart som beskrevs av Ronderos 1987. Pseudoscopas ottei ingår i släktet Pseudoscopas och familjen gräshoppor. Inga underarter finns listade i Catalogue of Life.